# 安東尼奧·迪拿達利
安东尼奥·迪纳塔莱（Antonio Di Natale ，1977年10月13日—），意大利足球運動員，司職前鋒，最後效力烏甸尼斯。

## 生平

### 球會
迪拿達利的足球事業主要在意大利中下游球會渡過，曾經歷過多次外借。他在2004年加盟了意甲球會烏甸尼斯 ，以擅射禁區內世界波聞名。2007-08上半季對里賈納時射入兩球代表作，一球是零角度下笠死對方門將；另一球更是接應長傳凌空一控一射入網。下半季亦以2個質素不錯的入球助烏甸尼斯3比1擊敗里賈納，當中有一球是跑動距離長達40多米的單騎長途奔襲，可說是里賈納的剋星。
雖然他的職業生涯步入晚期，但2009-10球季和2010-11球季是這位烏甸尼斯的射手兼隊長表現最好的兩季。他分別取得了29個和28個聯賽入球，貢獻了烏甸尼斯一半以上進球，連續得到了兩季意甲神射手獎項。縱觀歐洲，進球率只僅次於基斯坦奴·朗拿度和利昂內爾·梅西。
2012年7月4日，迪拿達利和烏甸尼斯續約兩年。

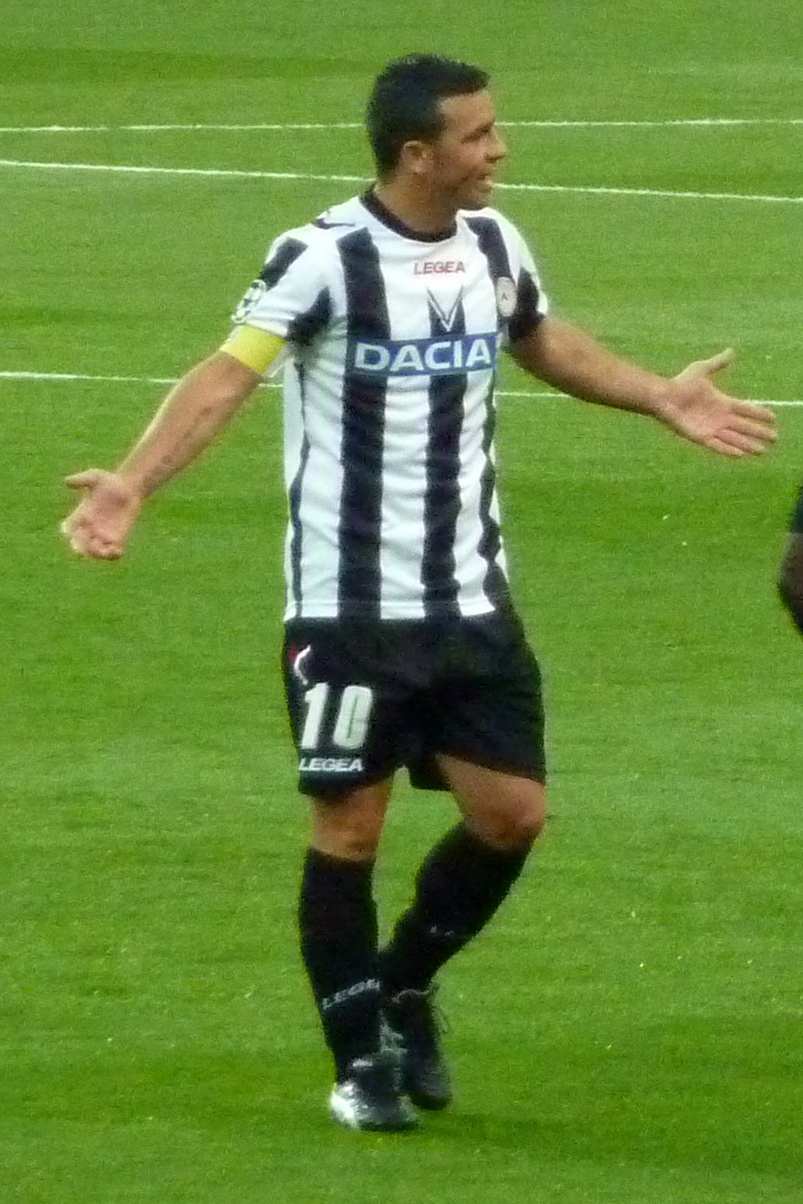
迪拿達利效力烏甸尼斯

### 國家隊
由於意大利國家隊前鋒人才過剩，加以長期只效力實力較次的球會，迪拿達利要到2006年世界盃後才獲重用。他在2008年歐洲國家盃外圍賽中取得過入球，如在一場對烏克蘭的比賽中在上下半場各入一球，助意大利獲勝。他也因此成功出現在意大利在2008年歐洲國家盃的參賽名單內。
2012年5月13日，意大利主帅普兰德利将34岁的乌迪内斯射手迪纳塔莱召入欧洲杯32人大名单，这是迪纳塔莱自2010世界杯后首次代表国家队出战。他在小组赛对阵西班牙的比赛中为意大利首开纪录。
国际比赛进球
意大利队显示在前
| #   | 日期       | 场地                                      | 对阵     | 进球 | 比分 | 赛事               |
| --- | ---------- | ----------------------------------------- | -------- | ---- | ---- | ------------------ |
| 1.  | 2004-2-18  | 巴爾貝拉球場, 意大利巴勒莫                | 捷克     | 2–1  | 2–2  | 友谊赛             |
| 2.  | 2006-11-15 | 意大利蓝色竞技体育场, 意大利贝加莫        | 土耳其   | 1–0  | 1–1  | 友谊赛             |
| 3.  | 2007-8-22  | 普斯卡什球場, 匈牙利布達佩斯              | 匈牙利   | 0–1  | 3–1  | 友谊赛             |
| 4.  | 2007-9-12  | 奧林匹克國家綜合體育場, 烏克蘭基輔        | 乌克兰   | 0–1  | 1–2  | 2008年欧洲杯预选赛 |
| 5.  | 2007-9-12  | 奧林匹克國家綜合體育場, 烏克蘭基輔        | 乌克兰   | 1–2  | 1–2  | 2008年欧洲杯预选赛 |
| 6.  | 2008-5-30  | 弗蘭基球場, 意大利佛羅倫薩                | 比利时   | 1–0  | 3–1  | 友谊赛             |
| 7.  | 2008-5-30  | 弗蘭基球場, 意大利佛罗伦萨                | 比利时   | 2–0  | 3–1  | 友谊赛             |
| 8.  | 2008-9-6   | 安多尼斯·帕帕多普洛斯球场, 塞浦路斯拉纳卡 | 賽普勒斯 | 0–1  | 1–2  | 2010年世界杯预选赛 |
| 9.  | 2008-9-6   | 安多尼斯·帕帕多普洛斯球场, 塞浦路斯拉纳卡 | 賽普勒斯 | 1–2  | 1–2  | 2010年世界杯预选赛 |
| 10. | 2010-6-24  | 埃利斯公園球場, 南非約翰內斯堡            | 斯洛伐克 | 2–1  | 3–2  | 2010年世界杯       |
| 11. | 2012-6-10  | 格但斯克PGE體育場, 波蘭格但斯克           | 西班牙   | 0–1  | 1–1  | 2012年欧洲杯       |

## 荣誉
个人
- 意甲最佳射手（英语：Capocannoniere）（2）：2010，2011
- 意大利足球先生：2010
- 意甲银球奖：2011